# حقل العزیمه
حقل العزیمه (به عربی: حقل العزیمة) یک منطقهٔ مسکونی در لبنان است که در شهرستان منیه ضنیه واقع شده‌است. حقل العزیمه ۰٫۵۵ کیلومتر مربع مساحت دارد.